# Bergerdamm-Lager

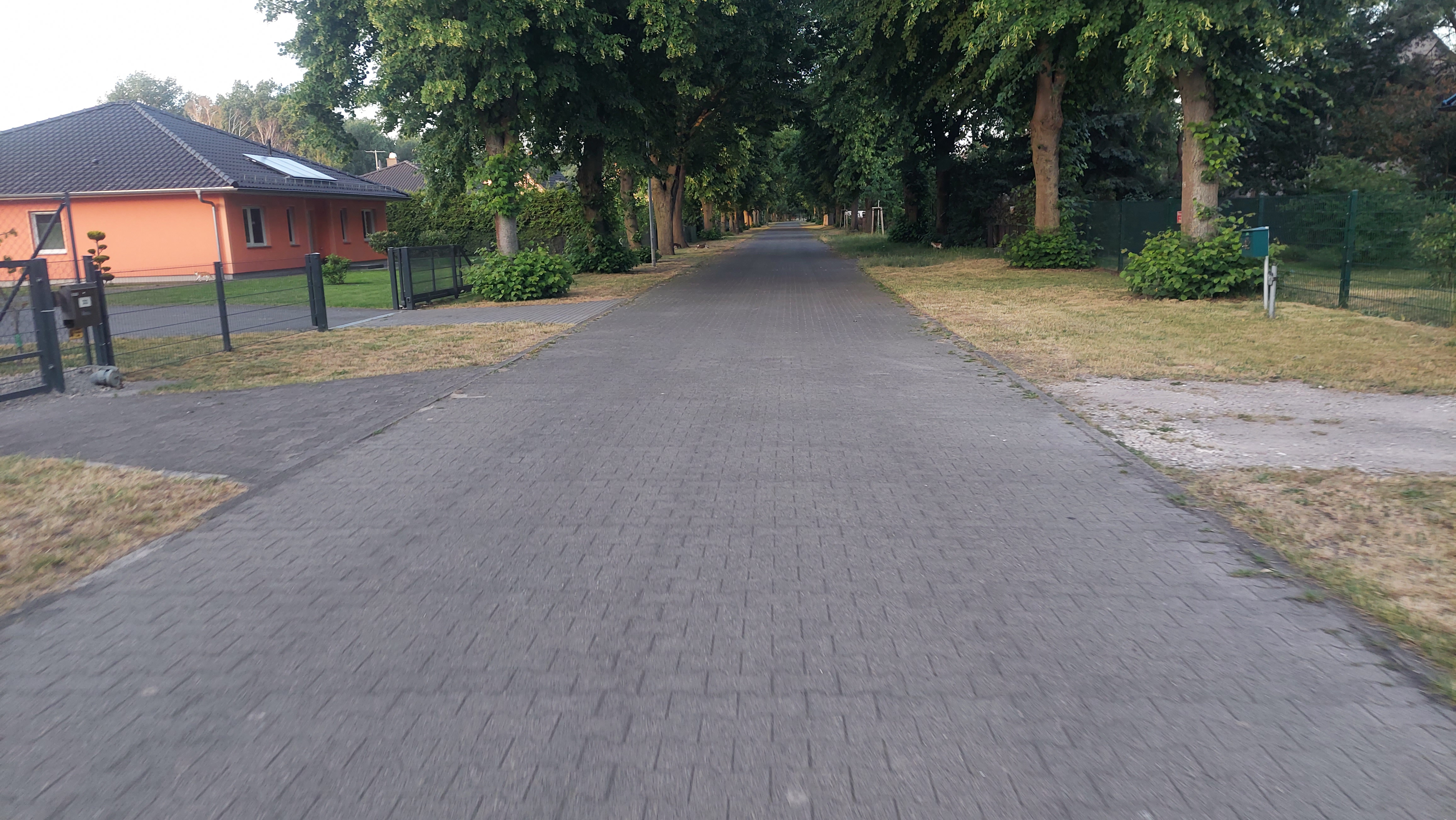
Lindenweg am Wohnplatz Lager

Bergerdamm-Lager ist ein Wohnplatz im Ortsteil Bergerdamm der Stadt Nauen im brandenburgischen Landkreis Havelland.

## Lage
Der Wohnplatz Lager liegt im Havelländischen Luch, rund acht Kilometer nordwestlich von Nauen und östlich der Landesstraße 173, die vier Kilometer weiter südlich bei Berge in die Bundesstraße 5 mündet und nördlich in Richtung Fehrbellin führt. Folgt man der L 173 vom Wohnplatz Lager, der etwas abseits liegt, nur wenige hundert Meter in südliche Richtung, liegen dort die Wohnplätze Hertefeld und Hanffabrik. Am Seeweg, der am Wohnplatz Lager beginnt, liegt auch der Wohnplatz Friesenhof.

## Geschichte
Der Name des Wohnplatzes geht auf ein dort im Ersten Weltkrieg errichtetes Kriegsgefangenenlager zurück, in dem zeitweise mehrere tausend Kriegsgefangene inhaftiert waren. Die Gefangenen wurden zu verschiedenen Arbeiten herangezogen, wie Meliorationsarbeiten, z. B. dem Bau neuer Entwässerungsgräben, aber auch zum Anbau von Hanf auf den Feldern des Domänenpächters Arthur Schurig sowie zur Hanfverarbeitung in der nahegelegenen Hanffabrik. 
Erst später entwickelte sich der Ort zu einer Wohnstätte. Der hier gelegene Badesee zieht auch Besucher aus den umliegenden Orten an.

## Belege
1. ↑  Märkische Allgemeine: Bergerdamm: Geprägt durch Hanf und Badesee, veröffentlicht am 27. Juli 2016, abgerufen am 15. Juli 2022

Koordinaten: 52° 40′ N, 12° 48′ O